# Skälsbäcksgölen
Skälsbäcksgölen är en sjö i Högsby kommun i Småland och ingår i Emåns huvudavrinningsområde.